# Antiphrisson pecinensis
Antiphrisson pecinensis là một loài ruồi trong họ Asilidae. Antiphrisson pecinensis được Lehr miêu tả năm 1986. Loài này phân bố ở vùng Cổ Bắc giới.